# 野良與皇女與流浪貓之心
《野良與皇女與流浪貓之心》是HARUKAZE在2016年2月26日發售的戀愛冒險類型成人向美少女遊戲，簡稱「野良（ノラとと）」。2016年宣佈推出電視動畫，東京都會電視台於2017年7月12日至9月27日播放全12話。後來陸續移植到PlayStation Vita、PlayStation 4、任天堂Switch，10月27日發售續作《野良與皇女與流浪貓之心2 -Nora, Princess, and Crying Cat.-》。

## 故事簡介
冥界因為人們漸漸忘卻死亡為何而凋零，冥界的公主受母命前來人間打算給予人間死亡，卻因為初來乍到不適應人間的生命力而感到不適，此時被野良一行撿到，陰錯陽差的在野良家生活並展開爆笑的故事。

## 登場角色
- 配音員：PC遊戲版／電視動畫

### 主要角色
反田野良（聲：無配音／朝井彩加）
二年級，主角，因为幫助了帕特莉西亞而使她有了好感，被她變成眷属（貓）。母親已經去世，现在和鯱兩個人生活。
母親死後，曾一度放棄人生，因為夕莉與大家而再度振作，繼續維持母親的理念、那小小的私塾，接受那些成績不好、在別人眼中是沒有前途、有問題的孩子。
一直貫徹著母親的理念：沒有人是會被放棄的、沒有人是一無是處的。雖然做事常不經思考，卻能細心的觀察別人。因此身邊有許多好友互相支持著。
帕特莉西亞·歐布·恩德（聲：小鳥居夕花／高森奈津美）
冥界的公主，最大露西亞與最小尤拉西亞之間的次女，受母命讓人間體驗死亡。初到人間不適應，而被野良撿到後暫居野良家，受到大家的歡迎，也漸漸理解人間的美好。
帕特莉西亞線，在天台上看到黑木的告白練習，以為是某種魔法儀式而讓野良成為貓。原本冥界的人是沒有心跳的，之後感受到大家的愛與關懷，也喜歡上野良而產生心跳。
黑木未知（聲：遙空／仙台惠理）
二年級，學校的優等生兼風紀委員長，跟野良、井田、高田、夕莉、明日原等人是兒時朋友。從小就被母親束縛，但母親討厭野良等人像是不學好的孩子，為了母親一直扮演優等生而曾經疏遠野良等人。
在共通線，唯一知道野良變成貓的事實，在其他線中常常與田中擔任正常人的吐槽役。
黑木線中，把童年時喜歡野良的心情漸漸坦白，剛開始因為母親的束縛、同儕的壓力仍不想承認，甚至一度背叛野良、違背與大家的約定而使井田非常生氣，之後終於想通於沙灘上告白。
夕莉夏琪（聲：神代岬／淺川悠）
二年級。跟野良、井田、黑木、高田、明日原等人是兒時朋友，非人類，其存在相當於天界為了觀測人類而存在的系統。因為某些原因而被野良撿到，在那之後就一起生活，擁有預知天氣的能力。
夕莉線，一直想要替野良找個女朋友，來完成野良母親的遺願，甚至故意疏遠野良，但是終於發現自己已經不能沒有野良，也找到以另一種方式待在他的身邊。
明日原佑希（聲：桐谷華／種崎敦美）
一年級，因為某些事情晚一年入學，其實和野良同年，跟野良、井田、黑木、夕莉、高田等人是兒時朋友。在貓咪咖啡廳打工。
明日原線，被野良等人拯救，曾經黑暗的人生也因為野良再露曙光。多次被以前的朋友霸凌，是典型的霸凌受害者，因為不願意牽連到野良，而曾一度拒絕野良的告白，在野良不放棄下終於面對自己的心意。

### 次要角色
露西亞·歐布·恩德（聲：院出華真衣／大地葉）
帕特莉西亞和尤拉西亞的姐姐，非常溺愛帕特莉西亞，小時候因為保護了帕特莉西亞而喪失一部分魔力，但是不因此嫉妒帕特莉西亞，反而無怨無悔支持妹妹們。
帕特莉西亞線，要帶回有心跳的帕特莉西亞多次偷偷下手，卻每次被野良無意喚回。因為妹妹好像被搶走了而嫉妒野良，表面堅強支持著妹妹實則內心脆弱，因為野良也體認到人間的溫暖。
第二部作為可攻略角色出現。
尤拉西亞·歐布·恩德（聲：卯衣／大橋步夕）
魯西亞和帕特莉西亞的妹妹，擅長煉獄魔法，稱野良為色貓。
帕特莉西亞線，雖然真心喜愛姐姐們卻也同時嫉妒，因為自己在冥界其實沒人氣，怕扯姐姐們後腿。後在野良與好友們的關心下，也體認到人間的溫暖。
第二部作為可攻略角色出現。
高田信千奈（聲：／山岡百合）
野良死黨之一，貧乳，家裏是附近的黑社會頭領，跟野良、井田、黑木、夕莉、明日原等人是兒時朋友。
第二部作為可攻略角色出現。
井田（聲：／益山武明）
野良死黨之一，跟野良、高田、黑木、夕莉、明日原等人是兒時朋友，黑木線不滿黑木背叛的行為，不過在之後理解。
田中醬（聲：松手多代／木村珠莉）
野良好友之一，一直擔任野良、井田、高田的和事佬，被高田稱為佛田中。最初是因為看井田跟高田吵架而勸架，自此以後與大家打成一片，常擔任正常人吐槽角一役。

## 電視動畫

### 主題曲
主題曲
作詞：，作曲、編曲：森慎太郎，主唱：高森奈津美、仙台惠理、淺川悠、種崎敦美
PC遊戲版主題曲
作詞：，作曲、編曲：Drop，主唱：小鳥居夕花、遥空、神代岬、桐谷華

### 各話列表
| 話數   | 日文標題 | 中文標題               | 分鏡       | 演出       | 作畫監督         |
| ------ | -------- | ---------------------- | ---------- | ---------- | ---------------- |
| 第1話  |          | 被魔法變成隻貓了！？   |            |            | 宮嶋星矢、藤森蒼 |
| 第2話  |          | 發傳單時不回頭的傢伙   | 藤森蒼     | 藤森蒼     | 宮嶋星矢、藤森蒼 |
| 第3話  |          | 我們的回憶             | 宮嶋星矢   | 宮嶋星矢   | 宮嶋星矢、藤森蒼 |
| 第4話  |          | 革命兒                 |            |            | 宮嶋星矢、藤森蒼 |
| 第5話  |          | 推薦利維坦             |            |            | 宮嶋星矢、藤森蒼 |
| 第6話  |          | 世界和平               | 不適用     | 不適用     | 不適用           |
| 第7話  |          | 我名為客人             | 宮嶋星矢   | 宮嶋星矢   | 宮嶋星矢、藤森蒼 |
| 第8話  |          | 夏季的煙火             | 藤森蒼     | 藤森蒼     | 宮嶋星矢、藤森蒼 |
| 第9話  |          | 開始想去甜甜圈店了     | 宮嶋星矢   | 宮嶋星矢   | 宮嶋星矢、藤森蒼 |
| 第10話 |          | 老師並沒有打算找出犯人 | 磐田きりん | 磐田きりん | -                |
| 第11話 |          | 斷舍離                 | 雛田由一   | 雛田由一   | 宮嶋星矢、藤森蒼 |
| 第12話 |          | 衣服不夠了             |            |            | 宮嶋星矢、藤森蒼 |

## 廣播
網路廣播《野良與皇女與流浪貓Radio》（ノラと皇女と野良猫ラジオ）由HiBiKi Radio Station於2017年5月25日起隔周星期四播放，主持人由種﨑敦美和山岡ゆり擔任。

## 評價
《野良與皇女與流浪貓》在2016年度的萌系遊戲大賞中獲得月間賞及角色設計獎。續作則在2017年度中獲得大獎和玩家支持獎，並且在年度排行榜中獲得第一名。PlayStation 4版遊戲中的部分CG由於受到索尼互動娛樂加強規範影響導致圖片中出現大量白光而引發爭議。

## 外部連結
- 野良與皇女與流浪貓之心 PC版官方網站 （页面存档备份，存于）（日語）
- 野良與皇女與流浪貓之心2 PC版官方網站 （页面存档备份，存于）（日語）
- 野良與皇女與流浪貓之心 遊戲機版官方網站 （页面存档备份，存于）（日語）
- 野良與皇女與流浪貓之心2 遊戲機版官方網站 （页面存档备份，存于）（日語）
- 電視動畫官方網站 （页面存档备份，存于）（日語）
- HARU❀KAZE@ノラとと2.26発売的X（前Twitter）（日語）
- YouTube上的HARU KAZE頻道（日語）